# Castegnato
Castegnato is een gemeente in de Italiaanse provincie Brescia (regio Lombardije) en telt 7142 inwoners (31-12-2004). De oppervlakte bedraagt 9,3 km², de bevolkingsdichtheid is 741 inwoners per km².

## Demografie
Castegnato telt ongeveer 2697 huishoudens. Het aantal inwoners steeg in de periode 1991-2001 met 33,9% volgens cijfers uit de tienjaarlijkse volkstellingen van ISTAT.
| Jaar | Inwoneraantal |
| ---- | ------------- |
| 1991 | 4980          |
| 2001 | 6666          |

## Geografie
De gemeente ligt op ongeveer 143 m boven zeeniveau.
Castegnato grenst aan de volgende gemeenten: Gussago, Ospitaletto, Paderno Franciacorta, Passirano, Rodengo-Saiano, Roncadelle, Travagliato.